# Monkey Man
«Monkey Man» — песня британской рок-группы the Rolling Stones, которая впервые появилась восьмым треком на альбоме 1969 года Let It Bleed.

## Композиция и запись
Мик Джаггер и Кит Ричардс написали песню «Monkey Man» в дань уважения итальянскому поп-артисту Марио Шифано, с которым они познакомились на показе его фильма Umano Non Umano! (Human, Not Human!).
Песня была записана в апреле 1969 года, во время вступления песни играет характерный вибрафон, бас и гитара, а также пианино; Она записывалась после того как Брайан Джонс покинул группу и Мик Тейлор занял его место на соло-гитаре. Ричардс играет основной рифф и соло на слайд-гитаре, Джаггер исполняет вокальные партии, продюсер Джимми Миллер играет на тамбурине, Ники Хопкинс играет на пианино, Чарли Уоттс на барабанах, в то время как Билл Уаймен играет на вибрафоне и бас гитаре. Партия вибрафона была добавлена в левый канал вместе с партией пианино Хопкинса.

## Участники записи
- Мик Джаггер – вокал
- Кит Ричардс – гитара, бэк-вокал
- Билл Уаймен – бас-гитара, вибрафон
- Чарли Уоттс – барабаны
- Ники Хопкинс – пианино
- Джимми Миллер – тамбурин

## Живые выступления
The Rolling Stones часто исполняли песню «Monkey Man» во время своего тура Voodoo Lounge Tour 1994—1995 годов . Запись выступления 2002/3 Licks Tour включена в живой альбом 2004 года Live Licks.

## Семплирование
Отличительная прогрессия на пианино во вступлении используется в начале песни Playing With Fire на альбоме группы Stereo MC’s' Connected 1992 года.